# Love on the Brain
Love on the Brain – czwarty singiel barbadoskiej piosenkarki Rihanny, promujący jej ósmy album studyjny ANTI. Singel miał swoją premierę 27 września 2016. Twórcami tekstu są Fred Ball, Joseph Angel oraz Rihanna.
„Love on the Brain” to utwór utrzymany w stylistyce doo woop z silnymi wpływami R&B oraz soul, nawiązując do brzmień lat 50. i 60.  Piosenka odniosła znaczny sukces komercyjny zajmując 5. miejsce na liście Billboard Hot 100, stając się dwudziestym drugim singlem piosenkarki, który dotarł to pierwszej piątki listy. Utwór spędził 38 tygodni w notowaniu.

## Lista utworów
- Dance Remix EP[2]

1. „Love on the Brain” (Don Diablo Remix) – 3:28
2. „Love on the Brain” (Gigamesh Remix) – 3:43
3. „Love on the Brain” (John-Blake Remix) – 3:31
4. „Love on the Brain” (RY X Remix) – 3:37

## Notowania

### Notowania tygodniowe[potrzebnyprzypis]
| Lista (2016–2017)                       | Najwyższa pozycja |
| --------------------------------------- | ----------------- |
| Australia (ARIA)                        | 100               |
| Austria (Ö3 Austria Top 40)             | 7                 |
| Belgia (Flandria) (Ultratop 50 Singles) | 33                |
| Belgia (Wallonia) (Ultratop 50)         | 16                |
| Kanada (Canadian Hot 100                | 22                |
| Kanada AC (Billboard)                   | 6                 |
| Kanada CHRTop 40(Billboard)             | 4                 |
| Kanada Hot AC (Billboard                | 8                 |
| Czechy (Singles Digitál Top 100)        | 80                |
| Finlandia (Radiosoittolista)            | 46                |
| Francja (SNEP)                          | 12                |
| Niemcy (GfK)                            | 21                |
| Grecja (Grecja)                         | 16                |
| Węgry (Rádiós Top 40)                   | 23                |
| Węgry (Single Top 40)                   | 34                |
| Islandia (RÚV)                          | 2                 |
| Holandia (Nederlandse Top 40)           | 6                 |
| Nowa Zelandia (RIANZ)                   | 15                |
| Polska (Top 100 Airplay)                | 1                 |
| Portugalia (AFP)                        | 32                |
| Rumunia (Radiomonitor)                  | 16                |
| Szkocja (OCC)                           | 59                |
| Słowacja (Rádio Top 100)                | 5                 |
| Słowacja (IFPI)                         | 19                |
| Słowenia (SloTop50)                     | 26                |
| Hiszpania (PROMUSICAE)                  | 24                |
| Szwecja (Sverigetopplistan)             | 96                |
| Szwajcaria (Schweizer Hitparade)        | 26                |
| UK Hip Hop/R&B (OCC)                    | 28                |
| US Billboard Hot 100                    | 5                 |
| US Adult Contemporary (Billboard)       | 9                 |
| US Adult Pop Airplay (Billboard)        | 7                 |
| US Dance Club Songs (Billboard)         | 1                 |
| US Dance/Mix Show Airplay (Billboard)   | 1                 |
| US Hot R&B/Hip-Hop Songs (Billboard)    | 3                 |
| US Pop Airplay (Billboard)              | 3                 |
| US Rhythmic (Billboard)                 | 4                 |